# Шамсуддін Каюмарс
Шамсуддін Каюмарс (помер 1290) — султан Делі 1236 року, син Муїз-уд-дін Кейкабада.

## Життєпис
Його батько був убитий дворянином з династії Хілджі. Після вбивства Каюмарса, що означало падіння Рабської династії на деліському престолі, до влади прийшов Джалал-уд-дін Фіруз Хілджі.